# Луиза Кристина фон Хесен-Дармщат
Луиза Кристина фон Хесен-Дармщат (на немски: Luise Christine von Hessen-Darmstadt; * 5 февруари 1636, Марбург; † 11 ноември 1697, Щолберг в Харц) е принцеса от Хесен-Дармщат и чрез женитба графиня на Щолберг.

## Произход
Тя е дъщеря на ландграф Георг II фон Хесен-Дармщат (1605 – 1661) и съпругата му принцеса София Елеонора Саксонска (1609 – 1671), дъщеря на курфюрст Йохан Георг I от Саксония.

## Фамилия
Луиза Кристина се омъжва на 29 октомври 1665 г. в Дармщат за граф Христоф Лудвиг I фон Щолберг-Щолберг (* 18 юни 1634; † 7 април 1704), граф на Щолберг. Те имат децата:
- Георг (1666 – 1698)
- Карл (1668 – 1685)
- Йохан Лудвиг (1670 – 1685)
- Кристоф Фридрих фон Щолберг-Щолберг (1672 – 1738), граф на Щолберг-Щолберг, женен на 25 септември 1701 за фрайин Хенриета Катарина фон Бибран и Модлау (1680 – 1748)[5]
- Йост Кристиан фон Щолберг-Росла (1676 – 1739), граф на Щолберг-Росла, женен на 1 октомври 1709 за графиня Амелия Августа фон Щолберг-Гедерн (1687 – 1730), дъщеря на граф Лудвиг Кристиан фон Щолберг-Гедерн (1652 – 1710)
- София Елеонора (1669 – 1745)
- Луиза Кристиана (1675 – 1738), омъжена I. на 13 декември 1704 за граф Йохан Георг III фон Мансфелд-Айзлебен (1640 – 1710); II. на 11 май 1712 за херцог Кристиан фон Саксония-Вайсенфелс (1682 – 1736), син на херцог Йохан Адолф I фон Саксония-Вайсенфелс
- Агнес Елизабет (1680 – 1680)